# Arts decoratives
Les arts decoratives es defineixen tradicionalment com el conjunt d'arts ornamental i funcional de les obres en ceràmica, fusta, vidre, metall, tèxtil. El camp inclou mobiliari, l'art de gravar o tallar les pedres fines (glíptica), el treball amb materials com l'ivori, ceràmica, vidrieria, orfebreria, esmalts, ebenisteria, fusteria, arts tèxtils: teixits, catifes, tapissos, brodats i puntes, cordovans i guadamassils (corioplàstia).

## Història
Abans que es parlàs específicament d'art decorativa primer es parlava simplement d'art. Més tard, es distingien tres arts majors (pintura, escultura i arquitectura) i les altres eren arts menors, que es consideraven en general unes manifestacions artístiques de menor importància i qualitat estètica que les arts majors. Els termes de "arts decoratives" no eren considerades "belles arts", que comprenen les formes d'art que no tenen cap ús funcional, com la pintura i l'escultura, mentre que les formes d'art com la ceràmica, el paper pintat i els mobles són utilitaris i com a grup, constitueixen les arts decoratives.
Amb els canvis de concepció de la creació artística, l'art funcional s'ha diversificat en diferents categories com arts aplicades, arts útils o utilitàries, art funcional, arts auxiliars, arts decoratives, artesania, artesanat, oficis artístics, arts manuals menors i arts industrials. Per alguns autors, l'art decoratiu, dins del qual comprèn tot l'art que té per principal objectiu el gaudi de la vista o l'oïda, busca abans de res la perfecció de l'entorn i l'harmonia.
El seu ressorgiment i revaloració arriben amb el romanticisme i l'esperit historicista del segle xix, sobretot a finals del segle, coincidint amb la moviment de recuperació de les arts decoratives de les pre-modernistes Arts and Crafts, i que segueix l' Art Noveau francès i el modernisme català des de l'última dècada del segle XIX.
Actualment l'Esposizione internazionale d'arte decorativa moderna in Torino del 1902 és considerada com la primera gran mostra d'arts decoratives i aplicades, tot i haver una gran representació de productes decoratius, de disseny i industrials a totes i cadascuna de les exposicions internacionals o universals. Per als italians va significar l'entrada, encara més forta, d'una nova influència ja consolidada en altres països d'Europa: l'Art Nouveau. A Itàlia aquest estil va passar a dir-se Liberty.

## Distinció entre arts majors i arts menors
Aquí sorgeix la diferenciació o no entre el que genèricament es ve denominat belles arts i les anomenades arts útils, o, el que és igual, entre les arts majors i les arts menors. La distinció taxativa entre les arts les podem dividir entre allò essencialment estètic i allò essencialment útil, de manera que hauríem de designar l'arquitectura art major per excel·lència, com la més útil de totes les arts, ja que la funció d'utilitat en ella està més marcada que cap altra.
Però assenyala al seu torn, no només hi ha una acció de la història sobre l'art, sinó també, una altra de l'art sobre la història, perquè una obra d'art feta, constituïda, aporta a la societat un conjunt d'imatges l'acció serà profunda i imprevisible .
No obstant això, diverses de les arts decoratives o menors han exercit també la seva acció sobre la història com a conjunt d'imatges que han presentat de determinada manera el religiós o el real.

## Divisió de les arts decoratives
Dins de les arts decoratives, podem distingir dos grups :
- Objectes amb finalitat pràctica és a dir, que sorgeixen per necessitat com un cistell, un atuell.[6]
- Objectes amb finalitat estètica

aquestes no van passar per la primera fase, la seva funció és ser belles en si mateixes com són els estucs, mosaics, guadamassils, peces d'ivori .

### Revestiments arquitectònics
Són aquelles que són part de l'edifici o revestiment d'altres objectes de compartimentació espacial i tenen una funció d'unificació de l'entorn. Inclouen mosaics, marqueteria, embotit de pedres dures, vidrieria, ceràmica: taulellets, estucs, guixeria, fusta, metal·listeria, tèxtils: tapisseria, catifes; cordovans i guadamassil.

### Arts decoratives exemptes
Són totes aquelles que poden estudiar-se separadament de l'edifici. Destaquen sobretot: miniatura, gravat, orfebreria, esmalt, ceràmica, vidre, laques, ivori, atzabeges i arts amb plomes.

## Citacions diverses
René Huyghe assenyala que quan l'home d'un determinat temps i d'un determinat lloc crea el seu art, ho fa d'acord amb la seva concepció del món, les seves aspiracions i les seves condicions d'existència.
L'art i l'home són indissociables. No hi ha art sense home, però potser tampoc home sense art. Però amb aquest, el món, es fa intel·ligible, més accessible i més familiar. És el mitjà de perpetu intercanvi amb el que ens envolta, una mena de respiració de l'ànima bastant semblant a la física, sense la qual no pot passar el nostre cos. L'ésser aïllat o la civilització que no arriben a l'art estan amenaçats per una secreta asfíxia espiritual, per una torbació moral.